# Округ Лос Анђелес (Калифорнија)
Округ Лос Анђелес (енгл. Los Angeles County, California) округ је у америчкој савезној држави Калифорнија и представља најнасељенији округ у САД. По попису из 2010. године број становника је 9.818.605. Седиште округа је град Лос Анђелес, а најнасељенији су приобални делови.

## Већи градови
У округу Лос Анђелес постоји 88 градова. Најнасељенији су:
| - 1. Лос Анђелес 4,065,585 - 2. Лонг Бич 492,682 - 3. Глендејл 207,303 - 4. Санта Кларита 177,150 - 5. Помона 163,408 | - 6. Палмдејл 151,346 - 7. Пасадена 150,185 - 8. Торанс 149,111 - 9. Ланкастер 145,074 - 10. Ел Монти 126,308 | - 11. Инглвуд 118,868 - 12. Дауни 113,469 - 13. Вест Ковина 112,648 - 14. Норвок 109,567 - 15. Бербанк 108,082 |